# Пара (ръкав на Амазонка)
Пара (на португалски: Rio Para) е десния, най-голям ръкав от делтата на река Амазонка, в Бразилия. Дължината му е 320 km, а дълбочината до 40 m. Загражда от юг и югоизток големия остров Маражо. Приливите са полуденонощни, с височина до 3,5 m. Ръкавът се явява най-удобния вход към Амазонка от към Атлантическия океан. От север (отляво) в него се „вливат“ протоците (ръкавите) Тажапуру, Макакус и др., а от юг (отдясно) реките Анапу, Пакажа, Жакунда (340 km), Токантинс (2850 km), Акара (390 km), Капин. На десния (югоизточен) бряг е разположен големия град и пристанище Белен (Пара). 